# Lucía Puenzo
Lucía Puenzo (ur. 28 listopada 1976 roku w Buenos Aires) – argentyńska pisarka i reżyserka. Po ukończeniu studiów wydała 3 powieści. Wyreżyserowała i napisała scenariusz do kilku filmów krótkometrażowych, dokumentalnych i seriali telewizyjnych.
Jej pierwszy film fabularny to XXY. W 2013 r. nakręciła ekranizację własnej powieści pt. Wakolda, opowiadającej fikcyjną historię spotkania między nazistowskim doktorem Josefem Mengele, żyjącym w ukryciu w Argentynie, a dwunastoletnią dziewczynką, na której Mengele eksperymentuje działanie hormonu wzrostu.

## Filmografia
- XXY (2007)
- Tajemnica dziewczyny znad jeziora (El Niño pez, 2009)
- Anioł Śmierci (2013)